# Emmanuelle Cinquin

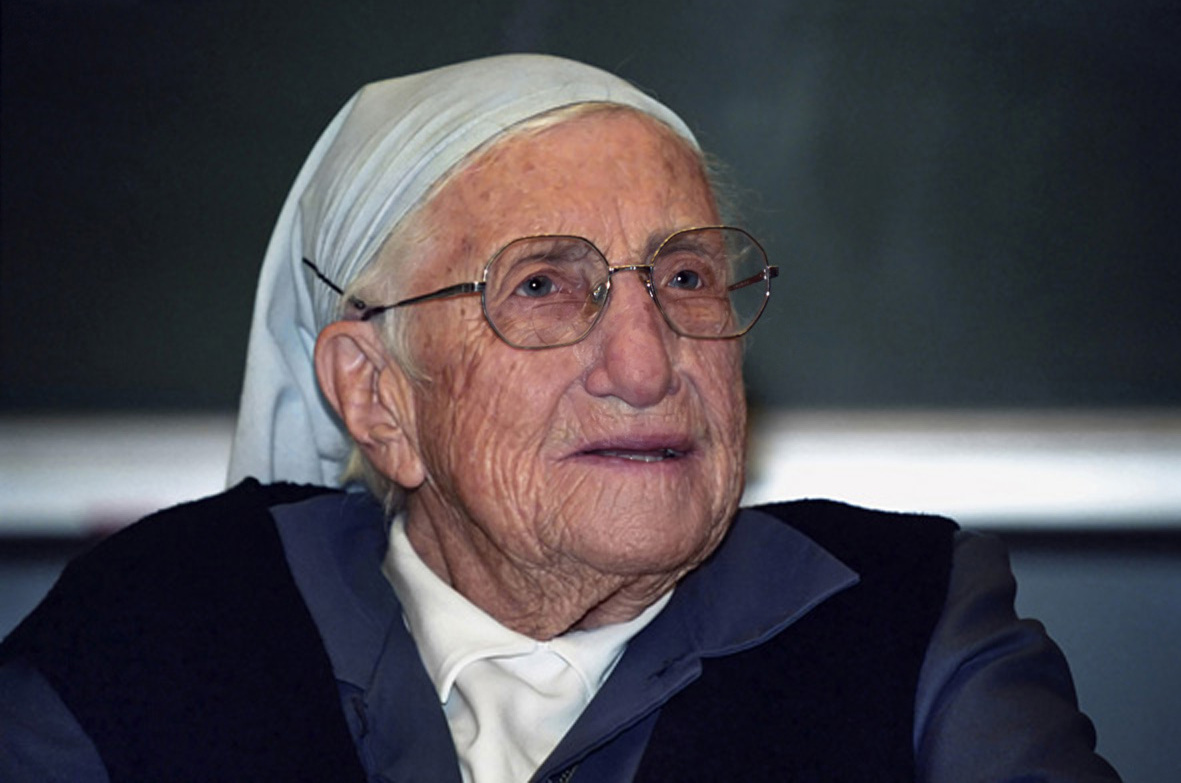
Sœur Emmanuelle (2003)

Schwester Emmanuelle NDS (* 16. November 1908 in Brüssel; † 20. Oktober 2008 in Callian, Südfrankreich; Geburtsname Marie-Madeleine Cinquin) war eine belgisch-französische Ordensschwester. Sie wurde als „Mutter der Müllmenschen von Kairo“ bezeichnet, da sie jahrelang mit den Müllkindern zusammen in den Slums von Kairo lebte.

## Leben

### Herkunft und Kindheitserlebnis
Madeleine Cinquin entstammte einer belgischen Unternehmerfamilie mit Wurzeln in Frankreich. Einer ihrer Großväter war jüdischer Rabbiner. Im Alter von 5 Jahren war sie zugegen, als ihr Vater beim Schwimmen ins Meer hinausgespült wurde und verschollen ging. Sie wuchs teilweise in Paris auf. Nach dem Abitur wurde ihr der Studienwunsch von der Mutter verwehrt.

### 35 Jahre Ordensfrau und Lehrerin
Am 6. Mai 1929 trat sie in London-Holloway in die Ordensgemeinschaft der Schwestern Unserer Lieben Frau von Sion (Notre Dame de Sion) ein und erhielt den Ordensnamen Emmanuelle. Von 1930 an unterrichtete sie an den ordenseigenen Schulen „höhere Töchter“ in Literatur und Philosophie in Istanbul, Tunis und Alexandria. Erst 1962 schloss sie ein Studium der Fächer Französisch, Latein und Griechisch („Lettres classiques“) an der Sorbonne mit der Licence ab. 1965 gab sie in Alexandrien den Gymnasialunterricht auf und wurde im Stadtteil Bacos Leiterin der Schule für arme Mädchen. Dort unterrichtete sie Englisch statt Französisch und gab Religionsunterricht auf Arabisch.

### Die ersten Jahre in der Müllsiedlung Ezbet-el-Nakhl
Von Nuntius Bruno Bernhard Heim wurde sie auf das Elend der Kairoer Müllsammler aufmerksam gemacht. Sie ließ sich mitten in den Slums von Ezbet-el-Nakhl nieder, um das Leben im Schmutz (ohne Wasserleitung oder Elektrizität) der Müllsammlerfamilien (4000 Männer, Frauen und Kinder), vor allem der rechtlosen und versklavten Frauen, zu teilen. Da ihr Versuch, den Zivilisationsstand durch Schulunterricht zu heben, aus Geldmangel in engen Grenzen blieb, wurde ihr 1974 durch den Besuch des Geographen Jean Sage (* 1934) die Notwendigkeit zum Einwerben von Spendengeldern bewusst.

### Europareise. Hilfe durch Schwester Sara
Ein ihr besonders zu Herzen gehender Mord in ihrer unmittelbaren Umgebung war im gleichen Jahr der Auslöser für eine erste Europareise, auf der sie in Italien, Frankreich, Belgien und der Schweiz durch medienwirksames und teilweise sensationelles Auftreten für Aufsehen sorgte. Da ihr bewusst war, dass sie aus sprachlichen und aus kulturellen Gründen Mithilfe aus der ägyptischen Bevölkerung brauchte, wandte sie sich an die koptisch-orthodoxe Kirche und stieß auf das 1965 von Bischof Athanasius gegründete Frauenkloster der Töchter Mariens in Bani Suwaif. Dort gelang es ihr 1975, in Schwester Sara eine junge Mitstreiterin zu gewinnen, die von nun an das entbehrungsreiche Leben mit ihr teilte und nicht nur aus den genannten Gründen, sondern auch wegen ihres ausgleichenden, besonnenen und diplomatischen Wesens für Schwester Emmanuelle, die zu Zorn und Überreaktion neigte, unersetzlich wurde.

### Weitere Engagements. Ruhestand mit 85. Weiteres öffentliches Auftreten
Nach Verbesserung der Zustände in der Siedlung Ezbet-el-Nakhl nahmen die beiden Nonnen 1981 die Müllsiedlung Mukattam (20 000 Menschen) in Angriff und 1987 die Siedlung Meadi-Tora. 1985 engagierten sie sich im Sudan für die Straßenkinder von Khartum, 1991 für die Rettung verhungernder Säuglinge im Libanon. 1993 wurde Schwester Emmanuelle durch die Ordensoberin befohlen, sich in das Altersheim des Ordens in Callian (Département Var) in Frankreich zurückzuziehen. Entgegen ihrem Wunsch, bei den Müllsammlern zu sterben, fügte sie sich. Sie kämpfte aber weiter gegen Armut und Ungerechtigkeit, war Gast in vielen Talk-Shows und setzte sich auch vor Ort für die Obdachlosen von Fréjus ein. Entgegen dem kirchlichen Lehramt forcierte sie die Verwendung von Verhütungsmitteln und befürwortete die Möglichkeit der Eheschließung für Priester. Sie veröffentlichte zahlreiche Bücher.

### Spektakuläre Erfolge
Mit Hilfe des Schweizer Kompostierungsfachmanns Arnold von Hirschheydt gelang Schwester Emmanuelle 1987 in Mukattam die Errichtung einer Kompostfabrik. Daneben wurde ein Schulzentrum errichtet, das der Schweizer Künstler André Sugnaux (* 1944) mit Fresken bemalte, und dem 1995 ein Gymnasium hinzugebaut werden konnte. 2002 konnte eine Klinik eröffnet werden, 2006 ein Frauenhaus.

### Hilfsorganisationen im Umkreis
Schwester Emmanuel gründete 1980 die Hilfsorganisation Association Sœur Emmanuelle (ASMAE), die bedürftige Menschen in Ägypten, im Sudan und Burkina Faso, im Libanon und auf Madagaskar betreut und unterstützt. Die ASMAE baute mehrere Sozialzentren mit Krankenhäusern und Schulen auf. In Genf gründete Schwester Emmanuelle 1979 zusammen mit Michel Bittar die Association Suisse des Amis de Sœur Emmanuelle (ASASE), die heute im Sudan und in Haiti aktiv ist. In Österreich entstand 1979 in der Pfarrei Graz-Ragnitz unter Pfarrer Johannes Regner (1937–2017) das Hilfswerk Sr. Emmanuelle, das 1992 vom Bistum Graz-Seckau übernommen wurde. Motor der Aktivitäten ist Hannelore Bayer (* 1943), die dafür von der Stadt Graz mit dem Ehrentitel "Bürgerin" ausgezeichnet wurde. Der schon genannte Jean Sage organisierte 1989 auf Wunsch von Schwester Emmanuelle für 25 000 Kinder im Sudan pro Woche eine Orange. Daraus entwickelte sich die Hilfsorganisation Opération Orange, die weiterhin aktiv ist.

### Tod und Ehrungen
2002 wurde Sr. Emmanuelle von Jacques Chirac zum Kommandeur und 2008 von Nicolas Sarkozy zum Großoffizier der Ehrenlegion ernannt. Bereits 2005 wurde Schwester Emmanuelle mit dem Großoffizierskreuz des belgischen Kronenordens ausgezeichnet. In Belgien wurde 1993 eine Stiftung nach ihr benannt (Fondation Soeur Emmanuelle), die seit 1995 in ihrem Geiste Preise vergibt. Die Stadt Graz zeichnete Schwester Emmanuelle 2002 bei einem Besuch mit dem Ehrenzeichen in Gold aus. Wenige Wochen vor ihrem 100. Geburtstag starb sie in der Nacht auf den 20. Oktober 2008 im Altenheim in Callian. In der Kathedrale Notre-Dame de Paris wurde unter großer Anteilnahme der Bevölkerung ein Trauergottesdienst abgehalten. In Kairo versammelten sich zur Trauerfeier 50 000 Menschen. In Paris, Nizza, Montpellier, Aix-en-Provence und zahlreichen weiteren französischen Gemeinden sind Straßen nach ihr benannt.

### Motiv ihres Handelns
Schwester Emmanuelle hat mehrfach betont, dass es ihr nicht um Mildtätigkeit (charité) ging, sondern um Gerechtigkeit (justice). Das Problem der armen Drittländer, so war sie überzeugt, ist nicht durch Entwicklungshilfe zu lösen, sondern nur dadurch, dass die reichen Länder den armen für ihre Rohstoffe einen „gerechten“ Preis bezahlen. Besonders empört war sie über das ungerechte Los der Frauen in den Müllsiedlungen (Weibliche Genitalverstümmelung, Verheiratung mit 12 Jahren, 20 Schwangerschaften pro Frau, häusliche Gewalt gegen Frauen als Normalfall, der auch von den Frauen als normal hingenommen wird). Dagegen setzte sie auf Bildung und war besonders stolz darauf, viele Mädchen aus den Müllsiedlungen bis in höhere Schulen und Universitäten geführt zu haben.

## Werke (deutsch)
- Der Ort, zu dem mich Gott geführt. Mein Leben mit den Menschen im Müll. Herder, Freiburg im Breisgau 1980.
- Die Liebe ist stärker als der Tod. Schwester Emmanuelle von Kairo im Gespräch. Paulusverlag, Freiburg (Schweiz) 1989.
- Mitten unter Menschen am Rand. Die "Mutter der Müllmenschen von Kairo" erzählt. Neue Stadt, München-Zürich-Wien 1998.
- (mit Philippe Assó) Wofür es sich zu leben lohnt! Schwester Emanuelle. Die Mutter der Müllmenschen von Kairo. Pattloch, München 2005.
- Der Himmel, das sind die anderen. Schwester Emanuelle. Ein Gespräch mit Marlène Tuininga. Sonntagsblatt, Graz 2016.